# Ивањдан
Ивањдан (Ивандан) хришћански је празник којим се обележава рођење Светог Јована Крститеља, 7. јула по грегоријанском, односно 24. јуна по јулијанском календару.
Шест месеца пре свог јављања у Назарету Богородици, првосвештенику Захарији у Јерусалимски храм се јавио анђео Гаврило. Пре него што је објавио чудесно зачеће Богородице, анђео је објавио старици Јелисавети, жени  Захаријиној, да ће родити сина. Захарија није одмах поверовао речи анђела Гаврила и остао је нем све до осмога дана по рођењу детета, тада је при обрезивању и давању имена Захарије на дашчицу написао име Јован и проговорио.
Јован је у реци Јордан крстио Христа, па је у народу познат као Јован Крститељ.
Код Срба на овај дан се стави венац од ивањског цвећа (који се зове Ивањски венац) на врата куће. 
Манастир Светог Александра у Орошу је био посвећен овом празнику, док није прешао у руке католика и преименован у Светог Александра.

## Назив
Никола Беговић је записао да су у манастиру Гомирје монаси храм своје цркве звали Рождинство Светог Јоана и да нису користили назив Ивањдан, као другде, неки православни Срби. Код Срба постоје лични називи и Иван и Јован. Тако имамо Ивана Црнојевића, отац Скендербегов је био Иван I Кастриот... Та двојност се временом прелила и на празнике па су празници Јовањдан и Ивањдан посвећени истом свецу, али у једном случају до изражаја долази она традиција која има почетно Ј, Јован (Ιωάννης [Ioánnis]) где се грчко ио, чуло као Ј, а у другом случају је доминантно И, како је код западнијих католика на Балкану и код Руса (нпр. Иван Јастребов). Јован превладава у Македонији и Србији, и код православних је доминантнији назив, а они крајеви где је било и заданијих утицаја, као северна Албанија, Зета... имамо и називе Иван.

## Ивањдан и Јовањдан у српским црквеним календарима
Црквени календар Ђурђа Црнојевића за 1494. годину под 24. јуном (тада још сви хришћани користе јулијански календар) овај празник наводи као црвено слово и под називом: Рожедство пророка предтече и крститеља Iωанна, а Јовањдан, 7. јануара се наводи само са почетним словом С као црвеним словом, као: Сабор свјатаго крститеља Iωанна.
Сербска летопис за 1825. годину под 7. јануаром по јулијанском календару, има црним словима уписано Iоанна крестителя, а за Ивањдан, под 24. јуном (јул. кал.) је црвеним словима исписано: Рождест. Iоанна Кр.
Црногорски годишњак Орлић од 1865. до 1870. године, оба празника наводи као црвено слово. Јовањдан, 7. јануара, се наводи као: Сабор Светог Јована, а за 24. јун се наводи: Ивањ-дан. Срби католици Дубровчани су у свом календару Дубровник за 1897. имали црквене календаре и за католике и православце. За православне под 7. јануаром, када је Јовањдан, наведено је: Сабор Јована Крст., а под 24. јуном, када се слави Ивањдан је наведено: Рођење Јов. Крст.
У црквеном календару СПЦ за 2020. годину, оба празника су црвено слово. Под 7./20. јануаром је наведено: Сабор Светог Јована Крститеља - Јовањдан, а под 24. јуном/7. јулом је наведено: Рођење Светог Јована Претече - Ивањдан.